# Kunchok
Kunchok (en népalais : कुनचोक) est un comité de développement villageois du Népal situé dans le district de Sindhulpalchok. Au recensement de 2011, il comptait 3 967 habitants.